# جون تشيلتون
جون تشيلتون (بالإنجليزية: John Chilton)‏ هو مؤلف بريطاني، ولد في 16 يوليو 1932 في لندن في المملكة المتحدة، وتوفي في 25 فبراير 2016.

## وصلات خارجية
- جون تشيلتون على موقع IMDb (الإنجليزية)
- جون تشيلتون على موقع ميوزك برينز (الإنجليزية)
- جون تشيلتون على موقع ديسكوغز (الإنجليزية)